# Celypha rurestrana
Celypha rurestrana es una especie de polilla del género Celypha, tribu Olethreutini, familia Tortricidae. Fue descrita científicamente por Duponchel en 1842.
La envergadura es de unos 12–17 milímetros. Se distribuye por Europa: Francia.